# لوكاس بلاك
لوكاس بلاك (بالإنجليزية: Lucas Black)‏ ، من مواليد 29 نوفمبر 1982م، وهو ممثل أمريكي ، شارك بعدة أفلام ، من بينها فيلم السرعة والغضب: قيادة طوكيو.

## وصلات خارجية
- لوكاس بلاك على موقع IMDb (الإنجليزية)
- لوكاس بلاك على موقع ميتاكريتيك (الإنجليزية)
- لوكاس بلاك على موقع روتن توميتوز (الإنجليزية)
- لوكاس بلاك على موقع ألو سيني (الفرنسية)
- لوكاس بلاك على موقع تيرنر كلاسيك موفيز (الإنجليزية)
- لوكاس بلاك على موقع أول موفي (الإنجليزية)
- لوكاس بلاك على موقع بوكس أوفيس موجو (الإنجليزية)
- لوكاس بلاك على موقع قاعدة بيانات الأفلام السويدية (السويدية)
- لوكاس بلاك على موقع إن إن دي بي (الإنجليزية)
- لوكاس بلاك على موقع قاعدة بيانات الفيلم (الإنجليزية)